# Ростовський Самійло
Росто́вський Самі́йло (тавро «С. P.») — київський майстер-золотар другої половини 18 століття.
Виконав срібний релікварій для мощів Святої Варвари (1787), що нині зберігаються у Володимирському соборі у Києві, а також оправу Євангелія (1796) для Київського Михайлівського Золотоверхого монастиря, срібну чашу і дискос (1795), персні, дукачі, сережки.